# آخرن

نشان شهر آخرن آلمان

آخِرن (Achern) شهری است در ایالت بادن-وورتمبرگ آلمان.